# Список микропроцессоров AMD
Ниже приведён список микропроцессоров, выпущенных или запланированных к выпуску компанией AMD. Список отсортирован по поколениям в хронологическом порядке.

## Процессоры8080иAMD Am9080
Процессоры Am9080 производились с 1974 года и являлись клонами процессоров Intel 8080. После получения лицензии на их производство от компании Intel производились под наименованием 8080.

## Процессоры собственной архитектуры AMD

### Микропроцессорный комплектAm2900

Два тренажёра программирования 4-разрядной микропроцессорной секции КР1804ВС1 (аналог Am2900) "Микротренажёр МТ1804".

Представлен в 1975. Выпускался компаниями AMD, Cypress Semiconductor, Motorola, National Semiconductor, NEC, Raytheon, Thomson, Signetics. Советским аналогом Am2900 являлся секционный МПК серии К1804.
| Микросхема | Назначение                                                   |
| ---------- | ------------------------------------------------------------ |
| Am2901     | 4-разрядное секционное АЛУ                                   |
| Am2902     | Микросхема блока ускоренного переноса                        |
| Am2903     | 4-разрядное секционное АЛУ с аппаратной поддержкой умножения |
| Am2904     | Контроллер состояния и сдвига                                |
| Am2909     | 4-разрядный секционный контроллер адреса                     |
| Am2910     | 12-разрядный контроллер адреса                               |
| Am2911     | 4-разрядный секционный контроллер адреса                     |
| Am2913     | Схема-расширитель приоритетных прерываний                    |
| Am2914     | Контроллер приоритетных прерываний                           |

Кроме приведённых в таблице основных микросхем в серию Am2900 входят также вспомогательные микросхемы, такие как магистральные приёмопередатчики (в том числе двунаправленные), дешифраторы, мультиплексоры, микросхема синхронизации, контроллер памяти, контроллеры ПДП, таймер, микросхемы портов ввода-вывода, схема контроля ошибок, а также триггеры, регистры и буферные элементы.
| Am2901 | Am2903 | Am2909 |
| Am2901 | Am2903 | Am2909 |
| ------ | ------ | ------ |

### Процессоры серииAm29000(Am29K)
Представлены в 1987 году. Выпускались до 1995 года.
| Процессор | Особенности                                                                                  |
| --------- | -------------------------------------------------------------------------------------------- |
| Am29000   | 32-разрядный процессор с RISC-архитектурой                                                   |
| Am29005   | Упрощённая версия процессора Am29000                                                         |
| Am29030   | Модернизированный Am29000 с интегрированным 2-канальным ассоциативным кэшем объёмом 8 КБ     |
| Am29035   | Упрощённая версия процессора Am29030 (4 КБ кэша прямого отображения)                         |
| Am29040   | Модернизированный Am29030 с интегрированным математическим сопроцессором и увеличенным кэшем |
| Am29050   | Модернизированный Am29040 (суперскалярный с внеочередным исполнением)                        |
| Am291хх   | Семейство микроконтроллеров                                                                  |
| Am292хх   | Семейство встраиваемых процессоров                                                           |

Кроме процессоров, перечисленных в таблице, в серию Am29000 входит также математический сопроцессор Am29027.
| Am29000 | Am29030 | Am29040 |
| Am29000 | Am29030 | Am29040 |
| ------- | ------- | ------- |

## Процессоры архитектурыx86

### Процессоры, выпущенные по лицензии компанииIntel
Выпускались с 1979 по 1986 год. Процессоры для встраиваемых систем выпускались до 1995 года.
| Процессор | Особенности                                                     |
| --------- | --------------------------------------------------------------- |
| Am8088    | Аналог процессора Intel 8088.                                   |
| Am80C88   | Аналог процессора Intel 80C88 (выпускался по технологии CMOS).  |
| Am8086    | Аналог процессора Intel 8086.                                   |
| Am80C86   | Аналог процессора Intel 80C86 (выпускался по технологии CMOS).  |
| Am80188   | Аналог процессора Intel 80188.                                  |
| Am80L188  | Am80188 для встраиваемых систем.                                |
| Am80186   | Аналог процессора Intel 80186.                                  |
| Am80L186  | Am80186 для встраиваемых систем.                                |
| Am186EM   | Модернизированный Am80186 для встраиваемых систем.              |
| Am80286   | Аналог процессора Intel 80286.                                  |
| Am80C286  | Аналог процессора Intel 80C286 (выпускался по технологии CMOS). |
| Am80EC286 | Am80C286 с пониженным энергопотреблением.                       |
| Am80L286  | Am80286 для встраиваемых систем.                                |

| Am8088 | Am80186 | Am80286                             | Am80286                             |
| Am8088 | Am80186 | Am80286 (с тактовой частотой 10МГц) | Am80286 (с тактовой частотой 12МГц) |
| ------ | ------- | ----------------------------------- | ----------------------------------- |

### Процессоры серииAm386
Процессоры для настольных систем представлены в 1991 году. Процессоры для встраиваемых систем — в 1995. В процессорах использован поздний (с исправленной ошибкой при работе с 32-разрядными числами) микрокод Intel 80386.
| Процессор | Особенности                                                                              |
| --------- | ---------------------------------------------------------------------------------------- |
| Am386DX   | Базовый процессор семейства. Функциональный аналог процессора Intel 80386DX.             |
| Am386DXL  | Am386DX с пониженным тепловыделением.                                                    |
| Am386DXLV | Am386DX с пониженным напряжением питания.                                                |
| Am386SX   | Am386 с 16-разрядной внешней шиной данных.                                               |
| Am386SXL  | Am386SX с пониженным тепловыделением.                                                    |
| Am386SXLV | Am386SX с пониженным напряжением питания.                                                |
| Am386DE   | Am386DX для встраиваемых систем.                                                         |
| Am386SE   | Am386SX для встраиваемых систем.                                                         |
| Am386EM   | Модернизированный Am386DX для встраиваемых систем с интегрированным контроллером памяти. |

| Am386DX | Am386DX | Am386DX | Am386DX |
| Am386DX | Am386DX | Am386DX | Am386DX |
| ------- | ------- | ------- | ------- |

### Процессоры серииAm486
Представлены в 1993 году. Настольные модели выпускались до 1995 года.
| Процессор         | Особенности                                                                                                 |
| ----------------- | --- |
| Am486DX           | Базовый процессор семейства. Функциональный аналог процессора Intel 80486.                                  |
| Am486DXL          | Am486DX с пониженным тепловыделением.                                                                       |
| Am486DXLV         | Am486DX с пониженным напряжением питания.                                                                   |
| Am486DX2          | Am486DX с внутренним удвоением частоты.                                                                     |
| Am486DX2WB        | Am486DX2 с кэш-памятью с отложенной записью.                                                                |
| Am486DXL2         | Am486DX2 с пониженным тепловыделением.                                                                      |
| Enhanced Am486DX2 | Am486DX2WB, произведённый по обновлённому техпроцессу.                                                      |
| Am486DX4          | Am486DX с внутренним утроением частоты.                                                                     |
| Am486DX4WB        | Am486DX4 с кэш-памятью с отложенной записью.                                                                |
| Enhanced Am486DX4 | Am486DX4WB, произведённый по обновлённому техпроцессу.                                                      |
| Am486DX4SE        | Am486DX4 для встраиваемых систем.                                                                           |
| Am486SX           | Am486DX без встроенного математического сопроцессора.                                                       |
| Am486SXLV         | Am486SX с пониженным напряжением питания.                                                                   |
| Am486SE           | Am486SX для встраиваемых систем.                                                                            |
| Am486SX2          | Am486SX с внутренним удвоением частоты.                                                                     |
| Am5x86            | Модернизированный Am486DX с увеличенным до 16 КБ кэшем первого уровня и внутренним умножением частоты на 4. |
| Élan              | Семейство встраиваемых микропроцессоров.                                                                    |

| Am486DX | Am486DX2 | Am486DX4 | Am5x86 |          |
| Am486DX | Am486DX2 | Am486DX4 | Am5x86 | Am486SX2 |
| ------- | -------- | -------- | ------ | -------- |

### Процессоры серииK5
Представлены в 1996 году. Выпускались до 1997 года.
| Процессор | Ядро  | Особенности                                                                                                |
| --------- | ----- | --- |
| 5k86      | SSA/5 | Первый процессор серии К5. Первый процессор x86 компании AMD, имеющий внутреннюю архитектуру CISC-to-RISC. |
| K5        | Godot | Модернизированный 5k86.                                                                                    |

| Am5k86       | AMD K5 | AMD K5 |
| 5k86 (SSA/5) | K5     | K5     |
| ------------ | ------ | ------ |

### Процессоры серииK6
Представлены в 1997 году. Выпускались до 2001 года.
| Процессор | Ядро        | Особенности |
| --------- | ----------- | --- |
| K6        | K6          | Первый процессор серии К6. До приобретения AMD компании NexGen разрабатывался как NexGen Nx686.                                                 |
| K6        | Little Foot | K6, произведённый по обновлённому техпроцессу.                                                                                                  |
| K6-2      | Chomper     | Модернизированное ядро Little Foot с блоком 3DNow!                                                                                              |
| K6-2      | CXT         | Chomper Extended — ядро Chomper с более высокой тактовой частотой.                                                                              |
| K6-III    | Sharptooth  | Модернизированное ядро Little Foot с интегрированным кэшем второго уровня (256 КБ).                                                             |
| K6-III+   | Sharptooth  | Мобильный вариант, произведённый по обновлённому техпроцессу, поддерживающий технологию PowerNow! и имеющий расширенный набор инструкций 3DNow! |
| K6-2+     | Sharptooth  | K6-III+ с уменьшенным кэшем второго уровня (128КБ).                                                                                             |

| AMD K6 | AMD K6 | AMD K6 | AMD K6-2 | AMD K6-2 |
| K6     | K6     | K6     | K6-2     | K6-2     |
| ------ | ------ | ------ | -------- | -------- |

### Процессоры серииK7
Представлены в 1999 году. Выпускались до 2005 года.
| Процессор        | Ядро              | Особенности                                                                                              |
| ---------------- | ----------------- | --- |
| Athlon           | Argon (К7)        | Первое ядро, использованное в процессорах Athlon. Имеет внешний инклюзивный кэш второго уровня (512 КБ). |
| Athlon           | Orion/Pluto (К75) | Ядро Argon, выполненное по обновлённому техпроцессу.                                                     |
| Athlon           | Thunderbird       | Ядро К75 с интегрированным эксклюзивным кэшем второго уровня (256 КБ).                                   |
| Athlon XP        | Palomino          | Модернизированное ядро Thunderbird с аппаратной предвыборкой данных и блоком SSE.                        |
| Athlon XP        | Thoroughbred      | Ядро Palomino, выполненное по обновлённому техпроцессу.                                                  |
| Athlon XP        | Barton            | Модернизированное ядро Thoroughbred с увеличенным до 512 КБ кэшем второго уровня.                        |
| Athlon XP        | Thorton           | Ядро Barton с частично отключённым кэшем второго уровня (256 КБ).                                        |
| Athlon MP        | Palomino          | Процессор Athlon XP с возможностью работы в многопроцессорной конфигурации.                              |
| Athlon MP        | Thoroughbred      | Процессор Athlon XP с возможностью работы в многопроцессорной конфигурации.                              |
| Athlon MP        | Thorton           | Процессор Athlon XP с возможностью работы в многопроцессорной конфигурации.                              |
| Athlon 4         | Corvette          | Мобильный вариант ядра Palomino с поддержкой энергосберегающей технологии PowerNow!                      |
| Mobile Athlon XP | Thoroughbred      | Мобильный вариант ядра Thoroughbred с поддержкой энергосберегающей технологии PowerNow!                  |
| Duron            | Spitfire          | Ядро Thunderbird с меньшим кэшем второго уровня (64 КБ).                                                 |
| Duron            | Morgan            | Ядро Palomino с меньшим кэшем второго уровня (64 КБ).                                                    |
| Duron            | Applebred         | Ядро Thoroughbred с частично отключённым кэшем второго уровня (64 КБ).                                   |
| Mobile Duron     | Camaro            | Мобильный вариант ядра Spitfire с поддержкой энергосберегающей технологии PowerNow!                      |
| Mobile Duron     | Morgan            | Мобильный вариант ядра Morgan с поддержкой энергосберегающей технологии PowerNow!                        |
| Sempron          | Thoroughbred      | Переименованный Athlon XP, предназначенный для рынка недорогих компьютеров.                              |
| Sempron          | Thorton           | Переименованный Athlon XP, предназначенный для рынка недорогих компьютеров.                              |
| Sempron          | Barton            | Переименованный Athlon XP, предназначенный для рынка недорогих компьютеров.                              |
| Geode NX         | Thoroughbred      | Процессор для встраиваемых систем.                                                                       |

| Athlon (K7)       | Athlon (K75)         | Athlon (Thunderbird) | Duron (Spitfire) |
| Athlon (K7)       | Athlon (K75)         | Athlon (Thunderbird) | Duron (Spitfire) |
| Duron (Applebred) | Athlon XP (Palomino) | Athlon XP (Barton)   | Sempron (Barton) |
| Duron (Applebred) | Athlon XP            | Athlon XP (Barton)   | Sempron (Barton) |
| ----------------- | -------------------- | -------------------- | ---------------- |

### ПроцессорыGeode
Представлены в 2002 году после приобретения прав на семейство Geode у National Semiconductor. Предназначены для встраиваемых систем и систем класса «system-on-chip».
| Процессор | Особенности                                                                |
| --------- | -------------------------------------------------------------------------- |
| Geode GX  | Переименованный NS Geode GX2. Имеет встроенные контроллеры памяти и видео. |
| Geode LX  | Модернизированный Geode GX.                                                |

Процессор Geode NX представляет собой Athlon XP на ядре Thoroughbred с пониженным энергопотреблением (см. процессоры серии K7).

### Процессоры серииK8
Представлены в 2003 году. Все процессоры серии К8 имеют интегрированный контроллер памяти (одноканальный DDR — Socket 754, двухканальный DDR — Socket 939 / Socket 940 или двухканальный DDR2 — Socket AM2 / Socket F) и поддерживают набор инструкций AMD64 (если не указано обратное).
| Процессор        | Ядро         | Особенности |
| ---------------- | ------------ | --- |
| Opteron          | Sledgehammer | Первая модель процессоров Opteron (130 нм). |
| Opteron          | Venus        | Одноядерные процессоры Opteron 1хх (90 нм). |
| Opteron          | Troy         | Одноядерные процессоры Opteron 2хх (90 нм). |
| Opteron          | Athens       | Одноядерные процессоры Opteron 8хх (90 нм). |
| Opteron          | Denmark      | Двухъядерные процессоры Opteron 1хх (90 нм). |
| Opteron          | Italy        | Двухъядерные процессоры Opteron 2хх (90 нм). |
| Opteron          | Egypt        | Двухъядерные процессоры Opteron 8хх (90 нм). |
| Opteron          | Santa Ana    | Двухъядерные процессоры Opteron (90 нм, Socket AM2).                                                                                                  |
| Opteron          | Santa Rosa   | Двухъядерные процессоры Opteron (90 нм, Socket F). |
| Athlon 64        | Clawhammer   | Первая модель процессоров Athlon 64 (130 нм, 1 МБ кэша второго уровня).                                                                               |
| Athlon 64        | Newcastle    | Ядро Clawhammer с частично отключённым кэшем второго уровня (512 КБ).                                                                                 |
| Athlon 64        | Winchester   | Процессоры Athlon 64, произведённые по обновлённому (90 нм) техпроцессу.                                                                              |
| Athlon 64        | Venice       | Ревизия ядра Winchester |
| Athlon 64        | San Diego    | Ревизия ядра Venice |
| Athlon 64        | Orleans      | Процессоры Athlon 64 для Socket AM2 |
| Athlon 64        | Lima         | Одноядерные процессоры на базе ядра Brisbane |
| Athlon 64 FX     | Sledgehammer | Первая модель процессоров Athlon 64 FX (130 нм) |
| Athlon 64 FX     | San Diego    | Процессоры Athlon 64 FX, произведённые по обновлённому техпроцессу (90 нм)                                                                            |
| Athlon 64 FX     | Toledo       | Двухъядерные процессоры Athlon FX (90 нм) |
| Athlon 64 X2     | Manchester   | Двухъядерные процессоры на базе ядра Venice (512 КБ кэша второго уровня, Socket 939)                                                                  |
| Athlon 64 X2     | Toledo       | Двухъядерные процессоры на базе ядра Venice (1 МБ кэша второго уровня, Socket 939)                                                                    |
| Athlon 64 X2     | Windsor      | Двухъядерные процессоры на базе ядра Orleans (1 МБ кэша второго уровня, Socket AM2)                                                                   |
| Athlon 64 X2     | Brisbane     | Двухъядерные процессоры, произведённые по обновлённому (65 нм) техпроцессу                                                                            |
| Athlon X2        | Brisbane     | Переименованные процессоры Athlon 64 X2 с новой системой обозначения моделей.                                                                         |
| Sempron          | Paris        | Первая модель процессоров Sempron K8. Ядро Newcastle с частично отключённым кэшем второго уровня (256 КБ). Инструкции AMD64 заблокированы.            |
| Sempron          | Palermo      | Ядро Winchester с частично отключённым кэшем второго уровня (128 или 256 КБ).                                                                         |
| Sempron          | Manila       | Ядро Orleans с частично отключённым кэшем второго уровня (256 КБ).                                                                                    |
| Sempron          | Sparta       | Ядро Lima с частично отключённым кэшем второго уровня (512 КБ).                                                                                       |
| Athlon XP-M      | Dublin       | Мобильные процессоры. Инструкции AMD64 заблокированы.                                                                                                 |
| Mobile Athlon 64 | Newcastle    | Мобильный вариант ядра Newcastle. |
| Mobile Athlon 64 | Odessa       | Процессоры Mobile Athlon 64, произведённые по обновлённому техпроцессу (90 нм).                                                                       |
| Mobile Athlon 64 | Oakville     | Процессоры Mobile Athlon 64 LV (их наследнимками стали Turion 64), произведённые по обновлённому техпроцессу (90 нм) с пониженным энергопотреблением. |
| Mobile Athlon 64 | Newark       | Процессоры Mobile Athlon 64, пришли на смену Odessa с Socket 754 и поддержкой SSE3.                                                                   |
| Mobile Athlon 64 | Trinidad     | Двухъядерные процессоры Mobile Athlon 64 X2 (90 нм техпроцесс, арх. K8 rev.F, 512 КБ кэша второго уровня).                                            |
| Turion 64        | Lancaster    | Первая модель процессоров Turion 64 (90 нм). |
| Turion 64        | Sherman      | Процессоры Turion 64, произведённые по обновлённому техпроцессу (65 нм).                                                                              |
| Turion 64 X2     | Taylor       | Двухъядерные процессоры Turion 64 X2 (90 нм техпроцесс, 256 КБ кэша второго уровня). Socket S1.                                                       |
| Turion 64 X2     | Tyler        | Процессоры Turion 64 X2, произведённые по обновлённому техпроцессу (65 нм). Socket S1.                                                                |
| Mobile Sempron   | Georgetown   | Первая модель процессоров Mobile Sempron (90 нм техпроцесс, Socket 754).                                                                              |
| Mobile Sempron   | Albany       | Пришел на смену Georgetown, отличается поддержкой SSE3                                                                                                |
| Mobile Sempron   | Richmond     | Пришел на смену Albany, отличается двухканальным контроллером памяти DDR2 и разъемом Socket AM2 (арх. K8 rev.F)                                       |

| AMD Opteron | AMD Athlon 64 | Athlon 64 | AMD Athlon 64 X2 | AMD Turion |
| Opteron     | Athlon 64     | Athlon 64 | Athlon 64 X2     | Turion     |
| ----------- | ------------- | --------- | ---------------- | ---------- |

#### Процессоры серииAMD K8+
Процессоры AMD K8+, представленные 4 июня 2008 года, базируются на усовершенствованной архитектуре K8, дополненной рядом технологий, применяющихся в процессорах архитектуры K10, такими как усовершенствованный контроллер памяти, раздельное управление частотами ядер, поддержка шины Hyper-Transport 3.0.
| Процессор | Ядро    | Особенности                |
| --------- | ------- | -------------------------- |
| Turion    | Griffin | Процессоры Turion X2 Ultra |

### Процессоры серии K9
Предполагалось, что следующее после K8 семейство процессоров AMD будет носить кодовое имя К9, но компания предпочла не использовать это название (предположительно из-за созвучности с «canine» — англ. «собачий»). 

### Процессоры серииK10
Представлены в 2007 году. 
До официального анонса данное семейство имело неофициальное название K8L, однако официально оно именуется K10.
Процессоры серии K10 имеют два интегрированных контроллера памяти DDR2 (которые могут работать как один двухканальный), разделяемый кэш третьего уровня (L3), поддерживают набор инструкций AMD64 и SSE4a
| Процессор | Ядро         | Особенности |
| --------- | ------------ | --- |
| Phenom    | Agena (B2)   | Первая модель настольных процессоров серии Phenom X4 9х00 (65 нм). Содержит ошибку буфера трансляции адресов, известную как «TLB bug»                                            |
| Phenom    | Agena (B3)   | Новая ревизия настольных процессоров серии Phenom X4 9х50 (65 нм). Характеризуется повышенными частотами и исправленной ошибкой буфера трансляции адресов                        |
| Phenom    | Toliman (B2) | Трёхъядерные процессоры серии Phenom X3 8x00 (65 нм) кроме 8600B с маркировкой HD860BWCJ3BGD. Содержит ошибку буфера трансляции адресов, известную как «TLB bug»                 |
| Phenom    | Toliman (B3) | Трёхъядерные процессоры серии Phenom X3 8x50 (65 нм) и 8600B с маркировкой HD860BWCJ3BGD. Характеризуется повышенными частотами и исправленной ошибкой буфера трансляции адресов |
| Athlon X2 | Kuma         | Двухъядерные процессоры серии Athlon X2 7x50 и модель Athlon X2 6500 (65 нм) |
| Opteron   | Barcelona    | Четырёхъядерные процессоры Opteron 2344 HE - 2360 SE и 8346 HE - 8360 SE (65 нм, socket F)                                                                                       |

### Процессоры серииK10.5
| Процессор        | Ядро        | Особенности |
| ---------------- | ----------- | --- |
| Phenom II        | Thuban      | Шестиядерные процессоры Phenom II X6 1xxxT (45 нм) |
| Phenom II        | Zosma       | Четырёхъядерные процессоры Phenom II X4 9xxT/8xxT/6xxT и Phenom II X4 970 BE с маркировкой HDZ970FBK4DGR (45 нм) |
| Phenom II        | Deneb       | Четырёхъядерные процессоры Phenom II X4 9xx/8xx/B9x (45 нм) |
| Phenom II        | Heka        | Трёхъядерные процессоры серии Phenom II X3 7xx/B7x (45 нм) |
| Phenom II        | Callisto    | Двухъядерные процессоры Phenom II X2 5xx/B5x-B60 (45 нм) |
| Athlon II        | Propus      | Четырёхъядерные процессоры Athlon II X4 6xx (45 нм) кроме Athlon II X4 640 ADX640WFK42GR |
| Athlon II        | Zosma       | Четырёхъядерный процессор Athlon II X4 640 (45 нм) с маркировкой ADX640WFK42GR |
| Athlon II        | Rana        | Трёхъядерные процессоры Athlon II X3 4xx (45 нм) |
| Athlon II        | Regor       | Двухъядерные процессоры Athlon II X2 2xx/B2x-B30 (45 нм) |
| Athlon II        | Sargas      | Одноядерные процессоры Athlon II 1xx (45 нм) |
| Athlon X2        |             | Двухъядерные процессоры серии Athlon X2 5x00+ (45 нм) |
| Sempron          | Sargas      | Одноядерные процессоры Sempron 1xx (45 нм) |
| Sempron          | Regor       | Двухъядерные процессоры Sempron X2 1xx (45 нм) |
| Opteron          | Shanghai    | Четырёхъядерные процессоры Opteron 2372 HE - 2393 SE и 8374 HE - 8393 SE (45 нм, socket F) Четырёхъядерные процессоры Opteron 138x (Suzuka) (45 нм, socket AM2+/AM3) |
| Opteron          | Istanbul    | Шестиядерные процессоры Opteron 24xx и 84xx (45 нм, socket F) |
| Opteron          | Magny-Cours | 8-ми и 12-ти ядерные процессоры Opteron 61xx (45 нм, socket G34) |
| Opteron          | Lisbon      | Четырёх- и шестиядерные процессоры Opteron 41xx (45 нм, socket C32) |
| Phenom II Mobile | Champlain   | Четырёх-, трёх- и двухъядерные процессоры Phenom II Quad-core Mobile, Triple-Core Mobile и Dual-Core Mobile соответственно (45 нм). Несмотря на одинаковое название ядра, серия Dual-Core использует другой кристалл, имеющий всего два ядра и по 1МБ кэша L2 (аналог Regor), тогда как Quad-Core и Triple-Core имеют по 512КБ кэша L2 на ядро (аналог Propus) |
| Athlon II Mobile | Caspian     | Двухъядерные AMD Athlon II Dual-Core M3x0 с поддержкой памяти DDR2 (45 нм, socket S1g3) |
| Athlon II Mobile | Champlain   | Двухъядерные AMD Athlon II Dual-Core N3x0/P3x0 с поддержкой памяти DDR3 (45 нм, socket S1g4) |
| Sempron Mobile   | Caspian     | Одноядерные AMD Sempron M1x0 с поддержкой памяти DDR2 (45 нм, socket S1g3) |
| Sempron Mobile   | Champlain   | Одноядерные AMD Sempron N1x0 с поддержкой памяти DDR3 (45 нм, socket S1g4) |

### Процессоры c микроархитектуройBulldozer
| Процессор | Архитектура | Ядро       | Особенности |
| --------- | ----------- | ---------- | --- |
| Opteron   | Bulldozer   | Zurich     | Процессоры AMD Opteron 3200 серии, содержали в себе 2 или 4 модуля по два ядра и 8 МБ кэша L3 (32 нм, Socket AM3+) |
| Opteron   | Bulldozer   | Interlagos | Процессоры AMD Opteron 6200 серии, содержали в себе 2, 4, 6 или 8 модулей по два ядра и 16 МБ кэша L3 (32 нм, Socket G34) |
| Opteron   | Bulldozer   | Valencia   | Процессоры AMD Opteron 4200 серии, содержали в себе 2 или 4 модуля по два ядра и 8 МБ кэша L3 (32 нм, Socket C32) |
| Opteron   | Piledriver  | Delhi      | Процессоры AMD Opteron 3300 серии, содержали в себе 2 или 4 модуля по два ядра и 8 МБ кэша L3 (32 нм, Socket AM3+) |
| FX        | Bulldozer   | Zambezi    | Двухмодульные AMD FX 4xxx серии, трёхмодульные AMD FX 6xxx серии, четырёхмодульные AMD FX 8xxx серии, процессоры с 8 МБ кэша L3 для сокета AM3+ произведенные по 32 нм технологическому процессу                                                                                  |
| FX        | Piledriver  | Vishera    | Двухмодульные AMD FX 43xx серии, трёхмодульные AMD FX 63xx серии, четырёхмодульные AMD FX 83xx, 9xxx, серии, процессоры с 8 МБ кэша L3 для сокета AM3+ произведенные по 32 нм технологическому процессу. Преимущество перед Zambezi заключается в более высоких рабочих частотах. |

### Процессоры c микроархитектуройZen
На микроархитектурах Zen основаны десктопные процессоры Ryzen в четырёх линейках: Ryzen 9, Ryzen 7, Ryzen 5, Ryzen 3. Процессоры линейки Ryzen 9 поставляются в вариациях 12 или 16 ядер. Ryzen 7 предоставляет 8 ядер, Ryzen 5 от 4 до 6 ядер. Ryzen 3 состоит из 4 ядер. Процессоры Ryzen используют сокет Socket AM4.
Для сегмента высокопроизводительных десктопов (HEDT) выпущена линейка Ryzen Threadripper, состоящая из моделей 1950X, 1920X, 1920, 1900X. Эти процессоры имеют 8, 12 или 16 ядер. Используют сокет Socket TR4. Позже в было выпущено новое поколение, состоящее из моделей 2920Х, 2950Х, 2970WX и 2990WX, имеющие по 12, 16, 24 или 32 ядра
Серверные процессоры на базе Zen имеют кодовое название Naples и были представлены в июле 2017 года как EPYC 7000, с количеством ядер от 8 до 32 и с поддержкой двухпроцессорных систем. Используют сокет Socket SP3.
Серверные процессоры на базе Zen 2 имеют кодовое название Rome и были представлены 7 августа 2019 как EPYC 7000, с количеством ядер от 8 до 64 и с поддержкой двухпроцессорных систем. Используют сокет Socket SP3.
| Процессор      | Архитектура | Ядро           | Особенности |
| -------------- | ----------- | -------------- | --- |
| Ryzen / Athlon | Zen         | Summit Ridge   | Процессоры AMD Ryzen 1000 имеют до 8 ядер, выполненные на 14 нм (настольные) |
| Ryzen / Athlon | Zen         | Raven Ridge    | Процессоры AMD Ryzen 2000 APU со встроенной графикой Radeon RX Vega так же выполнены на 14 нм (настольные и ноутбуки)                                                                                            |
| Ryzen / Athlon | Zen+        | Pinnacle Ridge | Процессоры AMD Ryzen 2000 имеют до 8 ядер, выполненные на 12 нм. Преимущество перед Zen заключается в более высоких рабочих частотах (настольные)                                                                |
| Ryzen / Athlon | Zen+        | Picasso        | Процессоры AMD Ryzen 3000 APU с графикой RX Vega (настольные и ноутбуки) |
| Ryzen / Athlon | Zen 2       | Matisse        | Процессоры AMD Ryzen 3000 имеют чиплеты (до 2) выполненные на 7 нм, блок i/o на 12 нм. Преимущество перед Zen(+) заключается в большей производительности на ядро и поддержка памяти более 4266 мгц (настольные) |
| Ryzen / Athlon | Zen 2       | Renoir         | Процессоры AMD Ryzen 4000 APU со встроенной графикой Radeon RX Vega (настольные и ноутбуки) |
| Ryzen / Athlon | Zen 2       | Lucienne       | Процессоры AMD Ryzen 5000 APU (ноутбуки) |
| Ryzen / Athlon | Zen 3       | Vermeer        | Процессоры AMD Ryzen 5000 (настольные) |
| Ryzen / Athlon | Zen 3       | Cezanne        | Процессоры AMD Ryzen 5000 (настольные и ноутбуки) |
| Ryzen / Athlon | Zen 3+      | Rembrandt      | Процессоры AMD Ryzen 6000 (ноутбуки) |
| Ryzen / Athlon | Zen 4       | Raphael        | Процессоры AMD Ryzen 7000 (настольные) |
| Threadripper   | Zen         | Whitehaven     | Процессоры AMD Threadripper 1000 производятся как и AMD EPYC: имеют чиплеты, выполненные на 14 нм, но имеют от 8 до 16 ядер (настольные)                                                                         |
| Threadripper   | Zen+        | Colfax         | Процессоры AMD Threadripper 2000 производятся как и AMD EPYC: имеют чиплеты, выполненные на 12 нм, в отличие от Threadripper на Zen, имеют от 12 до 32 ядер (настольные)                                         |
| Threadripper   | Zen 2       | Castle Peak    | Процессоры AMD Ryzen Threadripper 3000 (настольные) |
| Threadripper   | Zen 3       | Chagall        | Процессоры AMD Ryzen Threadripper 5000 (настольные) |
| EPYC           | Zen         | Naples         | Процессоры имеют чиплеты, выполненные на 14 нм, имеют от 8 до 32 ядер |
| EPYC           | Zen 2       | Rome           | Процессоры имеют чиплеты, выполненные на 7 нм, блок i/o на 14 нм, имеют от 8 до 64 ядер |
| EPYC           | Zen 3       | Milan          | Процессоры имеют чиплеты, выполненные на 7 нм, имеют от 8 до 64 ядер |
| EPYC           | Zen 3       | Milan-X        | Процессоры имеют чиплеты, выполненные на 7 нм, имеют от 8 до 64 ядер |
| EPYC           | Zen 4       | Genoa          | Процессоры имеют чиплеты, выполненные на 5 нм, имеют от 16 до 96 ядер |

## Процессоры Alchemy
Представлены компанией AMD в 2002 году после поглощения компании Alchemy Semi, занимавшейся их производством. В 2006 году подразделение, производящее процессоры Alchemy, было продано компании RMI Corporation.